# リンウッド (ワシントン州)
リンウッド（Lynnwood）は、アメリカ合衆国ワシントン州スノホミッシュ郡の都市である。人口は3万8568人（2020年）。シアトルの北26キロメートルに位置している。

## 地理
アメリカ合衆国統計局によると、総面積7.7 km2 (19.8 mi2) である。このうち19.8 km2 (7.6 mi2) が陸地であり、0.1 km2 (0.04 mi2) (0.26%) が水地である。

## 住民
2000年国勢調査では、人口33,847人、13,328世帯、8,330家族が暮らしている。人口密度は1,710.5/km2 (4,431.2/mi2) である。697.8/km2 (1,807.7/mi2) の平均的な密度に13,808軒の住宅が建っている。この都市の人種的な構成は白人74.27%、アフリカン・アメリカン3.28%、ネイティブ・アメリカン1.02%、アジア13.87%、太平洋諸島系0.40%、その他の人種2.80%、混血4.35%である。この人口の6.96%はヒスパニックまたはラテン系である。
全世帯のうち、18歳未満の子供と同居している世帯が32.1%、夫婦のみの世帯が46.3%、未婚女性の世帯が11.5%であり、37.5%は家族を持たない。個人名義の世帯主が29.3%、そのうち65歳以上が9.4%である。世帯ごとの平均人数は2.50人、家族ごとの平均人数は3.13人である。
18歳未満の未成年が24.4%、18歳以上24歳以下が10.4%、25歳以上44歳以下が32.1%、45歳以上64歳以下が21.3%、65歳以上が11.8%、平均年齢は35歳である。女性100人に対して男性は95.0人である。18歳以上の女性100人に対して男性は92.0人である。
この都市の世帯ごとの平均的な収入は42,814 USドルであり、家族ごとの平均的な収入は51,825 USドルである。男性は37,395 USドルに対して女性は30,070 USドルの平均的な収入がある。この都市の一人当たりの収入 (per capita income) は19,971 USドルである。人口の6.2%及び家族の9.5%の収入は貧困線以下である。全人口のうち18歳未満の9.8%及び65歳以上の12.2%は貧困線以下の生活を送っている。

## 交通
- 2024年、リンク・ライトレール（en:Link light rail）1号線がリンウッドまで延伸された。ダウンタウン・シアトルやシアトル・タコマ国際空港へ乗り換え無しで行くことができる。

## 姉妹都市
- 米沢市, 日本